# Le Méchant
Pour les articles homonymes, voir Méchant.
Le Méchant est une comédie en 5 actes et en vers de Jean-Baptiste Gresset, représentée pour la première fois à la Comédie-Française le 15 avril 1747. Cette pièce s'inspire du Tartuffe de Molière.

## Personnages
- Сléon, méchant
- Géronte, frère de Florise
- Florise, mère de Chloé
- Chloé
- Ariste, ami de Géronte
- Valère, amant de Chloé
- Lisette, suivante
- Frontin, valet de Сléon
- Un laquais.

## L’histoire
Le Méchant veut rompre le mariage d'un de ses amis pour prendre sa place mais l'intrigue est déjouée par un valet, gagné par une soubrette, qui démasque le traître.
C'est dans cette comédie qu'on trouve la célèbre réplique (Acte IV, scène 4) : "Le jugement d'un seul n'est point la loi de tous", citée à l'époque moderne sous la forme "Le jugement d'un seul n'est pas la loi de tous",. 